# Bnei Atarot
Bnei Atarot (fils d'Atarot), anciennement Wilhelma, est un moshav dans le district du centre d'Israël situé près de Yehud à quinze kilomètres à l'est de Tel Aviv. Il se trouve dans une plaine fertile à la limite de la métropole de Tel Aviv, près de l'aéroport international David-Ben-Gourion. Sa population était de 641 habitants en 2006.

## Historique
Ce village qui s'appelait autrefois Wilhelma a été fondé par la Société des Templiers, courant anabaptiste du protestantisme allemand, dont les colons sont arrivés ici en 1902, ont construit les maisons et cultivé des céréales et des agrumes. Ils sont expulsés à la fin de la Seconde Guerre mondiale vers l'Australie ou l'Allemagne et remplacés en 1948 par des colons juifs d'Atarot, village de colons détruit par la Légion arabe, d'où provient son nouveau nom, et de colons venus de Neharim en Haute-Galilée et du kibboutz de Be'erot Yitzhak dans le Néguev. Le village a gardé son caractère agricole et la plupart des maisons allemandes ont été préservées. Cependant la proximité de Tel Aviv l'a transformé récemment en zone suburbaine.

## Source
- (en) Cet article est partiellement ou en totalité issu de l’article de Wikipédia en anglais intitulé « Bnei Atarot » (voir la liste des auteurs).